# Sarreaus
Sarreaus es un municipio español de la provincia de Orense, en la comunidad autónoma de Galicia. El término municipal, perteneciente a la comarca de la Limia, tiene una población de 1069 habitantes (INE 2024).

## Historia
Hacia mediados del siglo XIX, el municipio tenía contabilizada una población de 2670 habitantes. Aparece descrito en el decimotercer volumen del Diccionario geográfico-estadístico-histórico de España y sus posesiones de Ultramar de Pascual Madoz con las siguientes palabras:

SARREAUS: ayunt. en la prov. y dióc. de Orense (6 leg.), part. jud. de Ginzo de Limia (2), aud. terr. y c. g. de la Coruña (28); sit. al E. de la laguna Antela, en el orígen del r. Limia; reinan todos los vientos; el clima es algun tanto húmedo, nebuloso y frio Comprende las felig. de Bresmaus, San Bartolomé; Codesedo, Sta. Maria; Cortegada, San Juan; Freijó, Santiago; Lodoselo, Sta. Maria; Nocelo da Pena, Sta. Maria; Paradiña, Sta. Maria Magdalena; Perrelos, Sta. Maria, y Sarreaus, San Salvador (cap.) Confina el térm. municipal N. con el de Villar de Barrio; E. el de Laza; S con el de Ginzo, y O. el de Trasmiras. El terreno participa de monte y llano y en lo general es de buena calidad y le bañan diversos arroyos que dan origen al r. Ginzo ó de Limia. Los caminos conducen á los ayunt. limítrofes, habiendo tambien otros que van desde Lugo á Portugal y de Orense á Verin; su estado malo. prod.: centeno, trigo, cebada, mucho maiz, patatas, lino, legumbres, hortalizas y pastos; se cria ganado vacuno, mular, caballar, de cerda, lanar y algun cabrio; caza de perdices, liebres y conejos y alguna pesca de anguilas y truchas. ind.: la agricultura, molinos harineros y telares de lienzos ordinarios. comercio: esportacion de ganado vacuno, jamos y maiz, é importacion de géneros de vestir, licores y comestibles precisos. pobl.: 534 vec., 2,670 alm. contr.: 26,282 rs.
(Madoz, 1849, pp. 869-870)

## Geografía humana

### Demografía
Cuenta con una población de 1069 habitantes (INE 2024).
| Gráfica de evolución demográfica de Sarreaus entre 1842 y 2021                                                        |
| |
| Población de derecho según los censos de población del INE. Población de hecho según los censos de población del INE. |

### Organización territorial
El municipio está formado por veintidós entidades de población distribuidas en nueve parroquias:
- Bresmaus (San Bartolomé)[7]
- Codosedo (Santa María)
- Cortegada (San Juan)[8]
- Freijo[5] (Santiago)[9]
- Lodoselo (Santa María)
- Nocelo da Pena (San Lorenzo)[10]
- Paradiña (Santa María Magdalena)[11]
- Perrelas[5] (Santa María)[12]
- Sarreaus (San Salvador)